# Косюк Юрій Анатолійович
Ю́рій Анато́лійович Косю́к (нар. 27 травня 1968, Катеринопіль, Черкаська область) — український підприємець, власник контрольного пакету акцій компанії та директор MHP S.A., голова правління «МХП». Герой України (2008).

## Життєпис
Юрій Косюк народився у смт Катеринопіль Звенигородського району Черкаської області в сім'ї вчителів, мати — Галина Юхимівна Косюк, батько — Анатолій Косюк, (похований у Катеринополі). Юрій Косюк провів у Катеринополі всі свої шкільні роки й закінчив школу із золотою медаллю.
1985 року вступив до Київського інституту харчової промисловості (технолог харчових виробництв «Технологія м'яса і м'ясопродуктів»). Через службу в армії закінчив навчатися 1992-го. 1989 року студентом четвертого курсу інституту, відвідував тренінг для брокерів. За час студентства став переможцем Всеукраїнської олімпіади з хімії.

## Кар'єра
1991 року Косюк став брокером на Київській товарній біржі, наступного року — одним із засновників СП «ЛКБ». Компанія імпортувала метал, зерно, газ. Перші зароблені 100 тис. доларів Косюк інвестував у власний цех із переробки м'яса на Черкащині. Підприємство швидко розорилося, його довелося продати майже за безцінь.
1992 року Косюк створив компанію СП ЛКБ (пізніше «Рода»), що виробляла кухні та імпортувала меблі з Польщі.
1995 року він стає президентом ЗАТ «Науково-технічний бізнес-центр харчової промисловості». 1998 року заснував та очолив ЗАТ «Миронівський хлібопродукт».
2002 року на ринок виходить торгова марка «Наша ряба», стаючи одним із лідерів у сфері виробництва курятини, згодом магазини компанії відкриваються у всіх регіонах України.
В липні 2014 року був призначений першим заступником Глави Адміністрації Президента України, пішов у відставку з посади голови правління МХП.
8 грудня 2014 року Президент Порошенко звільнив Косюка, призначивши його позаштатним радником Президента. Після цього він повторно був обраний головою правління МХП. 18 травня 2019 року був звільнений з посади радника Президента Порошенка.
З 2019 року під керівництвом Косюка компанія МХП починає трансформацію в кулінарну компанію й фокусується на виробництві харчових продуктів. У новій бізнес-моделі МХП будує екосистему від вирощування зерна до створення їжі у форматах ready-to-cook (підготовлені до приготування), pre-cooked (напівготові) та ready-to-eat (готові до споживання).
Від повномасштабного вторгнення Росії в Україну, Фонд Юрія Косюка «МХП-Громаді» зосередив діяльність на допомозі ЗСУ, переселенцям, дітям та медичним установам. Окремий напрям діяльності — допомога в реалізації ідей із підтримки продовольчої безпеки та розвитку сільського господарства в громадах.
За підтримки Косюка та в партнерстві з благодійним фондом підтримано реконструкцію центрального входу Національного музею архітектури та побуту в Пирогові, Національний тур «Кіно заради Перемоги», підтримка кобзарських цехів, тур гурту Kozak System «Співаймо заради перемоги».
Член Ради з питань підтримки підприємництва — консультативно-дорадчого органу при Президентові України (з 27 червня 2025).

## Досягнення
2008 року «Миронівський хлібопродукт» першим серед українських агропромислових підприємств вийшов на Лондонську фондову біржу.
Бізнесмен зумів в кризовий 2008 рік наростити обсяг виробництва на 30 %, таке ж зростання було і у 2009 році. 2010 року Юрій Косюк як мажоритарний акціонер МХП продав близько 10 % акцій компанії. На цей час в його розпорядженні перебуває близько 65 % акцій компанії, решта 35 % — у вільному обігу на основному майданчику Лондонської фондової біржі.
У 2021 році компанія посідає друге місце в Європі за обсягом бройлерного поголів'я та входить в ТОП 3 агрохолдингів України.

## Російське вторгнення в Україну 2022 року
Протягом 2022 року компанія МХП відзвітувала про надання 13 тис. тонн продукції постраждалим від війни.

### Рейтинги

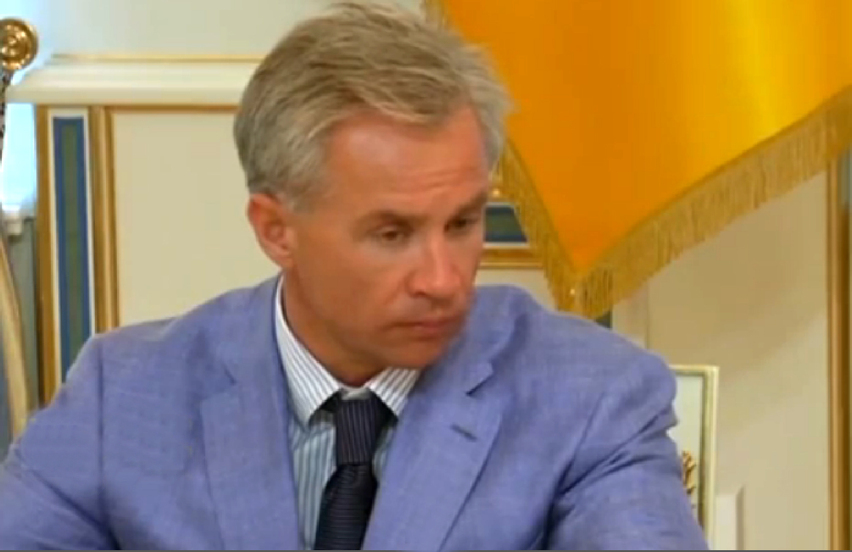
Косюк під час інтерв'ю, 2014

У рейтингу найзаможніших людей України за версією Forbes Україна Косюк стабільно потрапляє до десятки, а у 2015—2016 роках — до п'ятірки. 2012 року журнал «Фокус» розмістив бізнесмена у списку 20 найуспішніших аграріїв України, де він посів четверте місце (земельний банк — 280 тис. га).
У 2017 р. власник Косюк потрапив до рейтингу 33 найкращих топ-менеджерів України за версією журналу «Фокус».
У 2018 р. увійшов до ТОП-100 найвпливовіших людей України.
У 2019 р. видання NV назвало Косюка найвпливовішим бізнесменом у сфері АПК, №11 серед 100 найвпливовіших людей України на думку видання.
2019 р. Косюк увійшов до рейтингу ТОП-25 найефективніших управлінців України та переміг у номінації «Новатор» за версією видання «Дело.ua».
2019 р. — Косюк посів 7-е місце у рейтингу ТОП-100 найзаможніших людей країни у 2019 р. (фінансовий статок — $1,222 млрд).
2020 р. — Косюк увійшов до трійки мільярдерів України у Forbes (статок $1,1 млрд).
За оцінкою Forbes-Україна, у 2021 році його власний капітал оцінюється в $780 млн.

## Державні нагороди
- Герой України з врученням ордена Держави (20 серпня 2008 року) — за визначні особисті заслуги перед Українською державою у розвитку аграрної галузі, впровадження сучасних високоефективних технологій у виробництво і переробку сільськогосподарської продукції[33]

## Цікаві факти
У дитинстві хотів стати військовим, пізніше — директором м'ясокомбінату. Улюблені книги: «Сходження грошей» Ніла Фергюсона, «Мистецтво війни» Сунь-Цзи (редакція Томаса Клірі). П'ять днів на тиждень займається спортом.

## Особисте життя
Дружина Олена Валентинівна Косюк працює в МХП директором департаменту технології, якості та безпеки харчової продукції. Син Іван (нар. 2000) навчається в Колумбійському університеті (Нью-Йорк, США).

Резонансна будівля на Хотівському городищі скіфських часів

2009 року почав у селі Хотів поблизу Хотівського городища скіфських часів будівництво великого маєтку. Попередньо ця та деякі інші ділянки городища були виведені за межі пам'ятки археології. Будівництво можливо знищило північну частину городища, а також прилеглий ландшафт. За версією Косюка, «те, що будується, будується в прірві, і воно до городища жодного стосунку не має».